# Érvágás

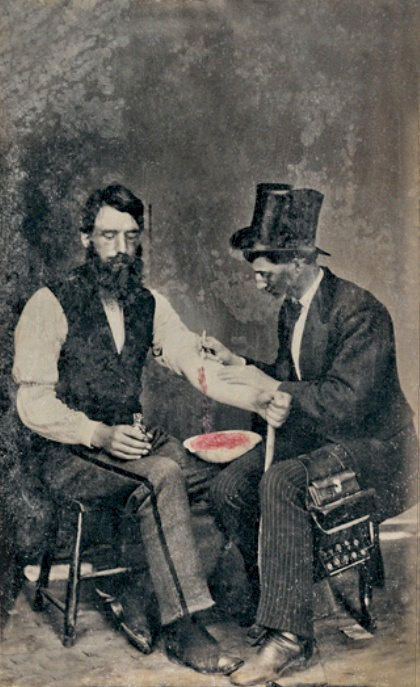
Érvágás 1860-ban

Az érvágás (latinul: phlebotomia, magyaros átírással flebotómia) egy olyan technika, melynek során a páciens vérét mesterségesen kifolyatják, hogy megelőzzenek vagy gyógyítsanak vele betegségeket. A leggyakrabban orvos vagy piócák által elvégzett tevékenység az orvoslás ősi rendszerére vezethető vissza, amikor a vért és egyéb testnedveket "humoroknak" tartották, melyeknek tökéletes egyensúlyban kellett állniuk az egészséges szervezetben. Az ókortól kezdve egészen a XIX. század végéig végezték terápiás célzattal, több mint kétezer éven át, Európában különösen elterjedt volt. A modern orvostudomány meghaladottnak tekinti, leszámítva kevés különleges esetet. Az esetek túlnyomó többségében az érvágás általában inkább ártott a pácienseknek.
Manapság a flebotómia kifejezést inkább a vérvételre illetve a véradásra használják. Terápiás célzattal végezhetnek érvágást hemokromatózis, polycythemia vera, vagy a porfíria egyes altípusai esetén, hogy csökkentsék a vörösvérsejtek számát, de egyébként a klasszikus értelemben vett gyógyítási célú érvágást áltudománynak tartják.

## Az ókorban
Az Ebers-papirusztekercs tanúsága szerint már az ókori Egyiptomban is ismerték és használták az érvágás technikáját, illetve temetkezési helyeken is találtak erre a célra szolgáló eszközöket. Egyes források szerint az egyiptomiak a vízilovak megfigyelése után kezdtek el érdeklődni a módszer iránt, ugyanis ezek az állatok vöröses színű váladékot bocsátanak ki a bőrükön keresztül, és ebből azt a téves következtetést vonták le, hogy szándékosan megvágták magukat, hogy gyógyítsák magukat.
Az ókori Görögországban az i.e. 5. századtól kezdődően ismert gyakorlat, melyet Hippokratész honosított meg - igaz, ő az étkezéssel hozta összefüggésbe. Eraszisztratosz ezzel szemben úgy gondolta, hogy bár sok betegség oka a vérbőség, azt testmozgással, izzadással, koplalással és hányással lehet orvosolni. Tanítványa, Hérophilosz szintén ellenezte az érvágást. Velük ellentétben kortársuk, Arhagatusz támogatta azt.

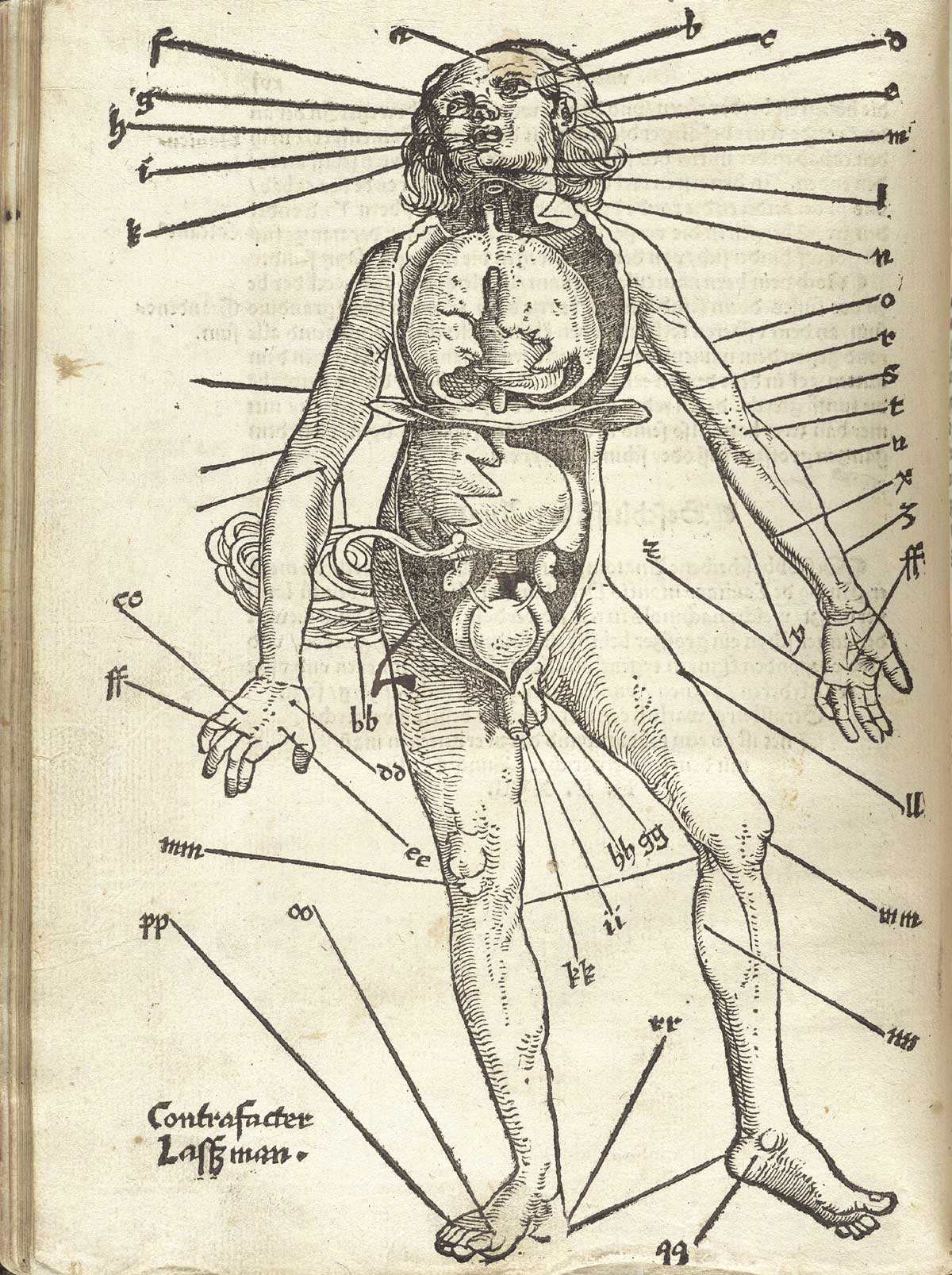
Érvágási pontok Hans von Gersdorff 1517-es könyvében

A beteg "kivéreztetését" a menstruációhoz hasonlították. Hippokratész szerint a nők ilyenkor szabadulnak meg a rossz testnedvektől. A Római Birodalom idején Galénosz, aki Hippokratész tanításait követte, az orvos által végzett érvágás mellett érvelt. Az ő további felfedezései miatt vált népszerűvé a gyakorlat, ugyanis rájött, hogy nemcsak a vénákban van vér, hanem az artériákban is - akkoriban úgy hitték, hogy azokban levegő van. Elméletének két alaptétele volt. Az első, hogy a vér létrejön, majd magától tűnik el, nincs keringés, ezért a vér megrekedhet a végtagokban. A másik pedig, hogy a szervezetben a testnedvek aránya az egészséges ember fokmérője: a vér, a nyák, a sárga epe és a fekete epe egyensúlyán múlik. Az ókori görögök ezeket a négy őselemmel: a földdel, a tűzzel, a vízzel és a levegővel hozták összefüggésbe. Galénosz szerint a vér a legfajsúlyosabb mind közül, ezért azt egyensúlyban kell tartani a szervezetben. Ez történhet akár érvágással, hogy a "felesleges" vért lecsapolják, de hánytató és vízhajtó szerek segítségével is.
Galénosz kidolgozott egy összetett rendszert, amely alapján felvázolta, mennyi vért lehet lecsapolni egy emberből, az életkorára, a testalkatára, az évszakra, az időjárásra, és az eljárás helyére is figyelemmel. Ezen leírás alapján házilag történő elvégzésre alkalmas útmutatók is készültek. A vérbőség tünetei közt sorolta fel a lázat, a belső vérzést, és a fejfájást. Az, hogy hogyan vették le a vért, a betegségtől is függött: vénából vagy artériából, esetleg a betegség közvetlen közeléből vagy attól távolabb. A különféle ereket különféle szervekhez kapcsolta: például a jobb kézen található vénát a májhoz kötötte, a bal kézen lévőt pedig a léphez. Minél komolyabb volt a betegség, annál több vért kellett levenni - láz esetében például jelentős mennyiséget.

## A középkorban
A Talmud a sabbat előírásainak megfelelően ajánlotta a hét bizonyos napjait, sőt a hónap bizonyos napjait érvágásra. Hasonló logika alapján a keresztény világban is létezett olyan elképzelés, hogy bizonyos szentek napjain tanácsosabb elvégezni a műveletet. A középkorban a bolygók együttállása illetve általában az asztrológia is befolyásolta ezt. Muszlim orvosok is javallották az érvágást, különösen láz esetén, mely az évszakoktól illetve a Hold fázisaitól is függött. A gyakorlat valószínűleg a régi görög szövegek arabra fordításával alakult ki, és egészen más, mint a köpölyözés által történő érvágás, amelyet Mohamed hagyományai mellett írtak le. Ahogy a muszlim gyógyítók módszerei eljutottak Európába, úgy lett az érvágás egyre népszerűbb. A sebek kiégetése mellett az egyik központi eleme volt az arab világ gyógyításának, de az ajurvédikus orvoslásban is ismeretes volt.

## Használata az újkorban
Az érvágás a heroikus medicina része lett, amely a XVIII. században jelent meg, és alapvetően egy sokkterápia volt. Bár a testnedvekkel kapcsolatos elmélet meghaladottá vált, sebészek és borbélyok továbbra is végezték a műveletet. Főként utóbbiak, orvosi javallatra - ekkor váltak szét az orvosok és a sebészek. A borbélyok üzletei előtt a mai napig megtalálható piros-fehér csíkos oszlop is ezt jelképezi: a piros a vért, a fehér a kötést. Érvágást gyakorlatilag mindenfajta betegségre javallottak, akár megelőző terápiás jelleggel is.
Többféle módszert is kidolgoztak az elvégzésére. Leggyakrabban a nagy külső vénákat vágták meg az alkaron vagy a nyaki részen. Végezhették a műveletet szúrással is, szikével történő vágással, illetve felmelegített üvegpohárral, amelyben vákuum keletkezett. A XIX. században használtak egy célszerszámot is a művelethez, amely egy több pengét tartalmazó rugós szerkezet volt, melyen a vágás mélységét is állítani lehetett.
Néha piócákat is használtak erre a célra. Ilyenkor volt, hogy annyi vért levettek, hogy a beteg majdnem elájult -  ezt jó jelnek vették, ezért a terápiák általában a szédelgésig tartottak.
1628-ban William Harvey ellenjavallotta a használatát, a tudományos orvoslás megjelenésével pedig az 1830-as években Pierre Charles Alexandre Louis bemutathatta, hogy az érvágás teljességgel hatástalan a tüdőgyulladás és különféle lázas állapotok kezelésében. Ennek ellenére 1838-ban a Royal College of Physicians egyik állásfoglalásában még mindig az szerepelt, hogy az érvágás egy olyan gyógymód, amelynek megfontolt alkalmazását aligha lehet kevéssé becsülni. Louis megállapításait pedig François-Joseph-Victor Broussais vonta kétségbe, aki maga a piócás terápia híve volt, egyszerre akár ötven állatot is használva. Megint mások az érvágást a hagyománytisztelet és az egyes betegek pozitív tapasztalatai miatt tartották védendőnek.
Ekkoriban tényleg szinte mindenfajta betegségre javallották: akné, asztma, kolera, rák, kóma, izomgyengeség, cukorbetegség, epilepszia, üszkösödés, köszvény, herpesz, emésztési zavarok, elmebaj, sárgaság, lepra, szemgyulladás, tüdőgyulladás, skorbut, himlő, stroke, tetanusz, tuberkulózis, és még nagyjából száz másik különböző betegségre. Paradox módon még különféle vérzések gyógyítására is használták, műtét és szülés előtt pedig gyulladást megelőző célzattal. Amputálás előtt is szokás volt leengedni annyi vért, amennyi a megítélésük szerint az adott végtagban volt.
Egyes elméletek szerint az érvágás a "szívfájdalmat", a szerelmi bánatot is gyógyította, amint azt Jacques Ferrand írta 1623-as könyvében.
A XIX. század közepére a piócákkal végzett terápia volt a legnépszerűbb. Ekkoriban csak Franciaország negyvenmillió piócát importált évente orvosi célzattal, az Egyesült Királyság pedig átlag hatmilliót vásárolt a franciáktól. Az Egyesült Államok megalakulása utáni korai években is bevett gyakorlat volt az érvágás, Benjamin Rush, a függetlenségi nyilatkozat egyik aláírója az artériákban látta a betegségek orvoslásának kulcsát, így ő még a korához képest is jelentősen több vért vett le betegeitől. A gyakorlat közvetetten George Washington halálát okozta, ugyanis a rossz idő miatt kapott torokgyulladását is ezzel kívánta kezeltetni. Tíz óra alatt majdnem 4 liter vért vettek le tőle, végül belehalt a torokgyulladás szövődményeibe.
Az egyik oka annak, hogy az érvágás továbbra is népszerű lehetett, az volt, hogy habár az anatómiai ismeretek látványosan fejlődtek, beleértve a műtéti és diagnosztikai tudást is, az egyes betegségek gyógyítása még mindig nehézséget okozott, nem ismerve azok konkrét okát - ezért aztán azon az állásponton voltak, hogy inkább csinálnak valamit, mint semmit sem. Azonkívül a placebohatás működött a betegeknél, akik ettől máris jobban érezték magukat. Látványossága miatt pedig egyszerű volt meggyőzni arról a pácienseket és a hozzátartozókat, hogy csináltak is valamit.

## A XX. századtól napjainkig
A XIX. század végétől az érvágás népszerűsége lehanyatlott, ritkává vált, és megkérdőjelezték hasznosságát. Ám még így is felbukkant alkalomszerűen, például Sir Wiliam Osler 1923-as orvosi tankönyvében - Osler ugyan négy évvel korábban meghalt, az újabb kiadásban is szerepeltették az általa írtakat.
Manapság nagyon ritkán, bizonyos betegségeknél alkalmazzák csak, mint a hemokromatózis vagy a vörösvértest-túltengés. Csakis szakavatott személyzet végezheti, terápiás jelleggel. A flebotómia kifejezést, amelyet eredetileg a hagyományos érvágásra használtak, ma már a vérvételekre szokták alkalmazni.
Habár az érvágást ma már áltudományos módszernek tartják, a mai napig alkalmazzák az alternatív gyógyászatban: az ájurvédikus, az unani, illetve a hagyományos kínai orvoslásban.

## Forráshivatkozások
1. ↑  Bloodletting. web.archive.org, 2009. április 15. [2009. április 15-i dátummal az eredetiből archiválva]. (Hozzáférés: 2024. április 16.)
2. ↑  Mestel, Rosie: Modern Bloodletting and Leeches (amerikai angol nyelven). Los Angeles Times, 2001. augusztus 6. (Hozzáférés: 2024. április 16.)
3. ↑  Why fair tests are needed. web.archive.org, 2007. január 2. [2007. január 2-i dátummal az eredetiből archiválva]. (Hozzáférés: 2024. április 16.)
4. ↑  Bonnie K. Davis: Phlebotomy: A Customer Service Approach : a Textbook for Developing Phlebotomy and Customer Service Skills.  2002.  ISBN 978-0-7668-2518-5 Hozzáférés: 2024. április 16.
5. ↑  Therapeutic Phlebotomy for Hereditary Hemochromatosis. web.archive.org, 2011. április 8. [2011. április 8-i dátummal az eredetiből archiválva]. (Hozzáférés: 2024. április 16.)
6. ↑  William F. Williams: Encyclopedia of Pseudoscience: From Alien Abductions to Zone Therapy.  2013–12–02.  ISBN 978-1-135-95522-9 Hozzáférés: 2024. április 16.
7. ↑  Papavramidou, Niki, Aliki (2011. december 1.). „The ancient surgical bloodletting method of arteriotomy”. Journal of Vascular Surgery 54 (6), 1842–1844. o. DOI:10.1016/j.jvs.2011.05.100. ISSN 0741-5214.
8. ↑  Heinrich Stern: Theory and practice of bloodletting. Francis A. Countway Library of Medicine.  1915.  Hozzáférés: 2024. április 16.
9. ↑  Sweating Blood (amerikai angol nyelven). Science History Institute. (Hozzáférés: 2024. április 16.)
10. ↑  BBC - h2g2 - Blood, Bandages and Barber Poles - the History of Barbers. www.bbc.co.uk. (Hozzáférés: 2024. április 16.)
11. ↑  Nigel Guy Wilson: Encyclopedia of Ancient Greece.  2006.  ISBN 978-0-415-97334-2 Hozzáférés: 2024. április 16.
12. ↑  Western medical thought from antiquity to the Middle Ages | WorldCat.org (angol nyelven). search.worldcat.org. (Hozzáférés: 2024. április 16.)
13. ↑  Shabbat 129b. www.sefaria.org. (Hozzáférés: 2024. április 16.)
14. ↑  London Medical Gazette: Or, Journal of Practical Medicine.  1838.  Hozzáférés: 2024. április 16.
15. ↑  https://www.ncbi.nlm.nih.gov/pmc/articles/PMC1296268
16. ↑  Archivált másolat. [2017. október 22-i dátummal az eredetiből archiválva]. (Hozzáférés: 2024. április 16.)
17. ↑  Cite web-hiba: a title paramétert mindenképpen meg kell adni!. academic.oup.com. DOI:10.1136/postgradmedj-2015-133677. (Hozzáférés: 2024. április 16.)
18. ↑  Let It Bleed (amerikai angol nyelven). Science History Institute. (Hozzáférés: 2024. április 16.)
19. ↑  Archivált másolat. [2013. március 30-i dátummal az eredetiből archiválva]. (Hozzáférés: 2024. április 16.)
20. ↑  Bleeding Peripheral Points: An Acupuncture Technique. www.itmonline.org. (Hozzáférés: 2024. április 16.)
21. ↑  Chen, Peng-dian (2011. március 15.). „Study strategies for bloodletting therapy in treatment of acute soft tissue injuries”. Journal of Chinese Integrative Medicine 9 (3), 237–241. o. DOI:10.3736/jcim20110302.